# Kotlett

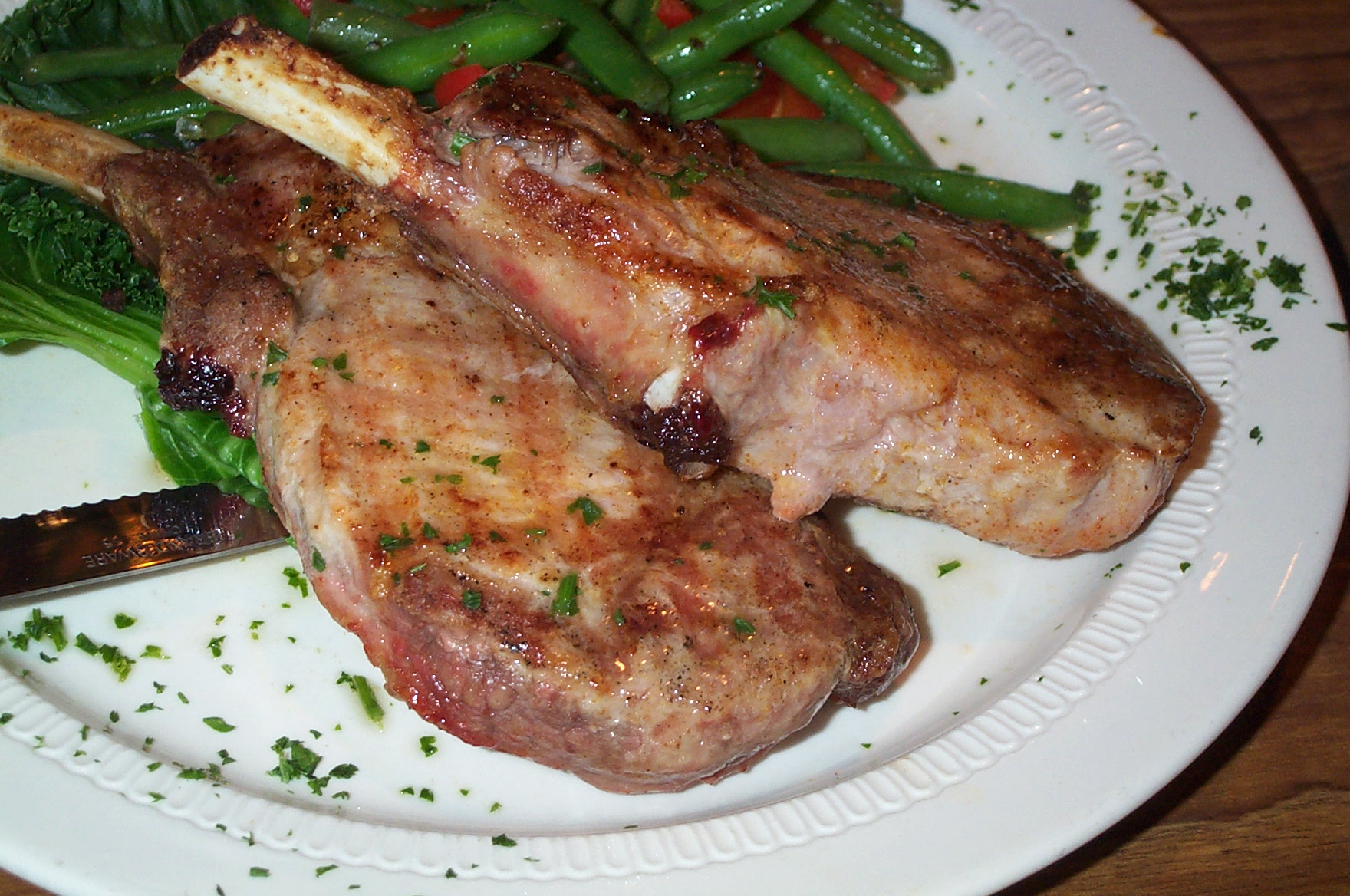
Fläskkotletter

Kotlett är en styckningsdetalj av gris, lamm eller kalv. Den består av ett stycke från köttet längs ryggraden (kotlettraden), ofta serverat med ett vidhängande revben.
Det svenska namnet kommer från franskans côtelette, av côte, revben.